# バシレイオス1世
バシレイオス1世（ギリシア語：Βασίλειος Αʹ, Basileios I, 811年頃 - 886年8月29日）は、東ローマ帝国マケドニア王朝の初代皇帝（在位：867年 - 886年）。アルメニア系農民の子から皇帝にまで上り詰めた。彼に始まるマケドニア王朝は10世紀から11世紀初頭にかけて、東ローマ帝国の最盛期をもたらした。中世ギリシア語読みでは「ヴァシリオス」。

## 経歴
テマ・マケドニア（アドリアノープル（現エディルネ）近傍）に住んでいたアルメニア系農民の子として生れた。彼の両親は（もしかしたら彼自身も）一時第一次ブルガリア帝国のハン・オムルタグによって、ドナウ川の北岸に拉致されていた経験を持つ。
バシレイオスははじめテマ・マケドニアの長官であったツァンツェスに仕えるが、後にコンスタンティノポリスに上った。最初はアモリア王朝3代目の皇帝ミカエル3世の一族で城壁防衛長官だったテオフィリッツェスに仕えるが、やがてミカエル3世の目に留まり、皇帝の警護役へと取り立てられた。865年には皇帝の寝室管理長官となり、ミカエル3世の愛人だったエウドキア・インゲリナと結婚した。当時既にバシレイオスにはマリアという妻がいたが、マリアは離縁されて故郷のテマ・マケドニアに送り返された。
バシレイオスの急速な出世は、皇帝の叔父で帝国の実力者であったカイサル（副帝）のバルダスとの衝突を引き起こした。そのためバシレイオスは866年4月に計略をめぐらしてバルダスを暗殺し、翌月にはミカエル3世によって共同皇帝の地位を与えられたが軍隊・市民・官僚の人気は得られなかった。その後バシレイオスはミカエル3世とも衝突し、最終的にはバシレイオスは867年9月23日の深夜にコンスタンティノポリス郊外の聖ママス離宮で酔って寝ていたミカエル3世を暗殺し、翌朝宮殿をも占拠して単独皇帝となった。
単独皇帝になったバシレイオスはコンスタンティノポリス総主教で当時ローマ教皇と激しく対立していたフォティオスを解任して、ローマ教会との関係改善を図った（フォティオスの分離）。しかしブルガリアの改宗問題などで次第に齟齬を来すようになっていったことや、国内の聖職者の不満を抑えることができなかったため、フォティオスを872年頃に赦免し、877年には総主教に再任させた。ブルガリアは結局コンスタンティノポリス総主教の管轄下に入ることになる。
バシレイオスは軍事的にも様々な功績を残している。まずミカエル3世時代から小アジア半島で大きな勢力を誇っていたパウロ派に対しては何度も遠征軍を送った。当初は苦戦するものの、879年までには彼らの勢力を撃滅することに成功している。また正確な時期は不明なものの、当時イスラーム勢力との共有地になっていたキプロス島を7年間支配下に収めることに成功した。バシレイオス1世はダルマチア地方に対して宗主権を認めさせることにも成功している。
一方シチリア島ではアグラブ朝の攻勢を押しとどめることができず、878年に帝国最大の拠点であったシラクサを失った。反面イタリア半島においては中フランク王国のルートヴィヒ2世（ルイ2世）と連絡をとりつつイスラーム勢力の駆逐を進めた。885年には名将ニケフォロス・フォカス（後の東ローマ帝国皇帝ニケフォロス2世フォカスの祖父）をイタリアに派遣し、南イタリア（マグナ・グラエキア）の再征服を行った。以降11世紀まで、南イタリアは帝国領にとどまった。海上ではニケタス・オオリュファス率いる艦隊がコリント湾（コリンティアコス湾）でイスラーム艦隊に勝利を収めるなどの戦果はあったものの、クレタ島やシチリア島、北アフリカなどを拠点とするイスラーム艦隊の活動を完全に封じ込めることはできなかった。
バシレイオス1世はコンスタンティノポリスなどで数多くの建築物を造営・修復したことでも知られている。特にカイヌルギオン宮殿とネア・エクレシア（「新教会」の意味）は有名である。またフォティオスらに命じて『プロケイロン（法律便覧）』『エイサゴゲ（法律序説）』（一般には『エパナゴゲ』という名称で知られる）と呼ばれる法律書を編纂させ、ユスティニアヌス1世の『ローマ法大全』を改訂しようと試みた。これは彼の在位中には完成されなかったが、息子のレオーン6世の代に『バシリカ法典』として完成している。
彼は当初マリアとの間に生まれた長男のコンスタンティノスを後継者に考えていた。しかし彼が879年に夭折したため、次男でエウドキア・インゲリナとの間に生まれたレオーンが後継者となった。だがバシレイオス1世とレオーンの関係は882年頃にエウドキア・インゲリナが没したあと急速に悪化した。そして883年にはフォティオスの側近だったテオドロス・サンタバレノスがレオーンを陰謀の疑いで告発したため、レオーンを宮殿内の一室に幽閉した。レオーンは3年あまり後継者の地位を剥奪されていたが、886年7月に赦免され、後継者の地位に戻っている。しかしその直後、バシレイオス1世は狩猟中に負傷し、9日後の8月29日に死亡した。ただし死の状況には不審な点があるため、暗殺説もある。

## 出自
彼の孫のコンスタンティノス7世は、バシレイオス1世の父は古代アルメニアのアルサケス朝（パルティア王家の分家）の子孫、母はコンスタンティヌス1世の末裔という噂がある、と書き残しており、エドワード・ギボンの『ローマ帝国衰亡史』もそれを元にして書かれている。これは皇帝となった後で作られた伝説に過ぎないという見方がある。もっとも、ヘラクレイオス王朝やアモリア朝に倒されたレオーン5世といった同じアルメニア系王朝や皇帝を権威づけに利用していない点に特徴がある。
少なくとも続テオファネス年代記においては、父方祖父はコンスタンティノス6世とエイレーネー皇太后の統治時代にコンスタンティノープルにやってきたマイクテス、父方祖母はレオーンという人物の娘の1人、母はアドリアノープルに住むコンスタンティノス1世の血を引く一族の出という噂があった未亡人の娘であったということを記している。
また彼の両親は繁忙期にはいわゆる季節労働を利用していたことが史書からうかがえるので、（よく言われるような）彼が貧農だったというのは誇張である見方もある。